# Güzelkent
Güzelkent ist ein Ort an der Schwarzmeerküste der Türkei, etwa 80 km westlich der Provinzhauptstadt Sinop. Er verbindet mit seinen Wäldern und Landschaften, das Grüne, mit dem Meer, also mit dem Blauen. Deshalb nennt man auch das Dörfchen das Das Grüne mit dem Blauen verbindende schöne Dorf (türk.: Yeşili Maviye Kavuşturan Güzelkent). Früher war das Dörfchen unter dem Namen Helaldi bekannt.
Güzelkent ist ein Ort des Bezirkes Türkeli, welcher wiederum in der Provinz Sinop liegt.

## Geschichte
Bisher existieren kaum geschichtliche Belege zu Güzelkent.
Durch Zusammenschluss der Dörfer Helaldi, Kes, Tacahmet, Yusuflu und der Gegend Emreli wurde am 30. November 1989 die Gemeinde Güzelkent gegründet. Am 3. Juli 1990 wurde Hasan Göksu (mittlerweile verstorben) zum Bürgermeister gewählt. Nach einer Weile trennten sich die Dörfer Tacahmet und Yusuflu von Güzelkent. Bei den nächsten Wahlen wurde Sakir Sari zum Bürgermeister gewählt. Während seiner Zeit waren weitere Veränderungen zu verzeichnen u. a. stieg die Einwohnerzahl erheblich, viele Neubauten wurden geschaffen und Grundstückspreise stiegen drastisch. Unter dem nachfolgenden Bürgermeister Hüseyin Özcan verändert sich der Ort baulich wieder merklich.

## Klima
Es herrscht Schwarzmeerklima mit großen Temperaturunterschieden zwischen den Sommer- und Wintermonaten. Bei hoher Luftfeuchtigkeit regnet es meistens nachts.

## Vegetation
Auffällig ist, dass Güzelkent im östlichen Bereich stärker bewaldet ist. Selbst in den kalten Wintermonaten sorgen die Tannen- und Olivenbäume für die Präsenz der grünen Farbe. Güzelkent gehört zu den waldreichsten Orten der Region.

## Wirtschaft
Etwa 70 % der Einwohner leben im europäischen Ausland, daher erhöht sich die Einwohnerzahl in den Monaten Juli bis August von etwa 1000 auf etwa 4000. Aufgrund der Neubauten ist in der Baubranche ein enorm hohes Wachstum zu verzeichnen. Mittlerweile ist für die Einwohner diese Branche eine wichtige Einnahmequelle geworden. Eine weitere Einnahmequelle ist das Fischen. Während der Fischsaison sind sowohl Amateure als auch professionelle Fischer auf ihren Kuttern unterwegs. Es gibt auch viele Angler. Die Genossenschaft für Fischer und Fischereibetriebe unterstützt die Fischer bei ihrer Tätigkeit. Zahlreiche Restaurants, Cafés, Teehäuser, Supermärkte, Bäckereien, Schreinereien, Tischlereien, Textil- und Kabelfabriken sind weitere Einnahmequellen der Einwohner.
Es gibt eine Grund-/Hauptschule mit 8 Lehrkräften, 8 Klassen und insgesamt z. Z. 248 Schülern.
Eine Gesundheitszentrale direkt gegenüber der Schule ist vorhanden und in der 4 km entfernten Bezirkshauptstadt Türkeli ein Krankenhaus.